# Sorbas (Musical)
Sorbas (im Original: Zorba) ist ein Musical nach dem Roman Nikos Kazantzakis. Die Musik stammt von John Kander, die Texte von Fred Ebb. Das Buch verfasste Joseph Stein. Die Uraufführung fand am 16. November 1968 im Imperial Theatre, New York statt. Nach 305 Vorstellungen fand die letzte am 9. August 1969 statt. Regie führte Harold Prince. Die deutschsprachige Erstaufführung war am 28. Januar 1971 im Theater an der Wien in Wien. Die deutschen Texte stammen von Robert Gilbert und Gerhard Bronner. Unter anderem spielten und sangen bei der deutschen Premiere Yossi Yadin, Luise Ullrich, Dagmar Koller, Peter Fröhlich und Olivia Molina.

## Hintergrund
Das Musical adaptiert den Roman Alexis Sorbas von Nikos Kazantzakis, der 1946 erschien. Sehr bekannt ist die Verfilmung aus dem Jahre 1964 mit Anthony Quinn in der Hauptrolle. Die Idee bestand darin, den im Buch beschriebenen Drang von persönlicher Freiheit in der Gestalt von Sorbas musikalisch auf die Bühne zu bringen und auch dem südlichen Flair des Ortes, an dem die Handlung spielt (Griechenland), gerecht zu werden. Für John Kander war es das achte Werk am Broadway.

## Handlung
Ein griechischer Bouzouki-Kreis spielt die Geschichte von Sorbas:
In einem Hafencafe in Piräus trifft Nikos, ein junger Intellektueller, der sich auf dem Weg nach Kreta befindet, wo er ein altes, stillgelegtes Bergwerk geerbt hat, Sorbas. Die Menschlichkeit, der Witz, die Vitalität von Sorbas faszinieren Nikos sofort, sodass er nicht lange überlegt, als ihm Sorbas seine Dienste anbietet. Sie reisen beide nach Kreta. Das kleine Dorf erwartet bereits neugierig den neuen Besitzer der Mine, deren Eröffnung den Dorfbewohnern Arbeit und dadurch Brot bringen könnte. Nikos und Sorbas quartieren sich bei der ältlichen französischen Chansonnière Hortense ein, der Sorbas gleich – und mit Erfolg – den Hof zu machen beginnt. Um die für die Eröffnung der Mine notwendigen Werkzeuge zu besorgen, reist Sorbas nach Khania, wo er mit einem leichten Mädchen den Großteil von Nikos' Geld durchbringt. Hortense ist natürlich vergessen. Nikos versucht, sie mit einer Lüge zu trösten: Sorbas habe brieflich angekündigt, er werde Hortense nach seiner Rückkehr heiraten. Als Sorbas dann tatsächlich heimkehrt, muss er in den sauren Apfel beißen und sich mit Hortense verloben. Während Sorbas' Abwesenheit hat sich Nikos in eine junge Witwe im Dorf verliebt, der ein junger Dorfbewohner, Pavli, mit krankhafter Leidenschaft nachstellt. Als Pavli Nikos zu nächtlicher Stunde das Haus der Witwe betreten sieht, ertränkt er sich aus enttäuschter, unglücklicher Liebe. Sein Vater schwört, den Tod seines Sohne zu rächen. Beim Kirchgang wird die junge Witwe von den Dorfbewohnern eingekreist und bestialisch ermordet. Nikos und Sorbas müssen dabei hilflos zusehen.
Als auch Hortense an den Folgen einer Erkältung stirbt und die Mine vor der Eröffnung bei einer Sprengung einstürzt, beschließen Nikos und Sorbas, die Insel zu verlassen. Die Tage in Kreta sind für Nikos nicht leer gewesen. Er hat von Sorbas gelernt, dass das Leben anders ist, als es in den Büchern beschrieben wird, dass Wissen allein nicht selig macht, sondern jeder erfüllte Augenblick unseres Daseins.

## Erfolg
Sorbas erschien zwei Jahre nach Cabaret, Kanders bekanntestem Musical.
An diesen Erfolg konnte Kander jedoch mit Sorbas nicht anknüpfen, und heutzutage gilt das Werk vielerorts als vergessen. Es gab jedoch eine Revivalshow, die am 16. Oktober 1983 begann, und am 2. September 1984 nach 362 Vorstellungen, also mehr als die Originalproduktion, endete. Das Revival fand im Broadway Theater in New York statt.

## Lieder
| 1. Akt - Life Is..........................(Leben) - First Time....................(Jedesmal ist das erste Mal) - The Top of the Hill.......(Auf dem Berg steht ein Haus) - No Boom Boom............(kein Bum Bum) - Vive La Difference - The Butterfly...............(der Schmetterling) - Goodbye, Canavaro....(Adieu, Canavaro) - Grandpapa..................(Großpapa - Sorbas Tanz) - Only Love....................(nur Liebe zählt) - The Bend of the Road - Only Love (Reprise) | 2. Akt - Yassou - Why Can’t I speak - The Crow - Happy Birthday - I Am Free - Life Is (Reprise) |